# Valle di Maddaloni
Valle di Maddaloni é uma comuna italiana da região da Campania, província de Caserta, com cerca de 2.556 habitantes. Estende-se por uma área de 10 km², tendo uma densidade populacional de 256 hab/km². Faz fronteira com Caserta, Cervino, Durazzano (BN), Maddaloni, Sant'Agata de' Goti (BN).

## Demografia
| Variação demográfica do município entre 1861 e 2011                               |
|                                                                                   |
| Fonte: Istituto Nazionale di Statistica (ISTAT) - Elaboração gráfica da Wikipedia |